# Viktigt meddelande till allmänheten (Sverige)

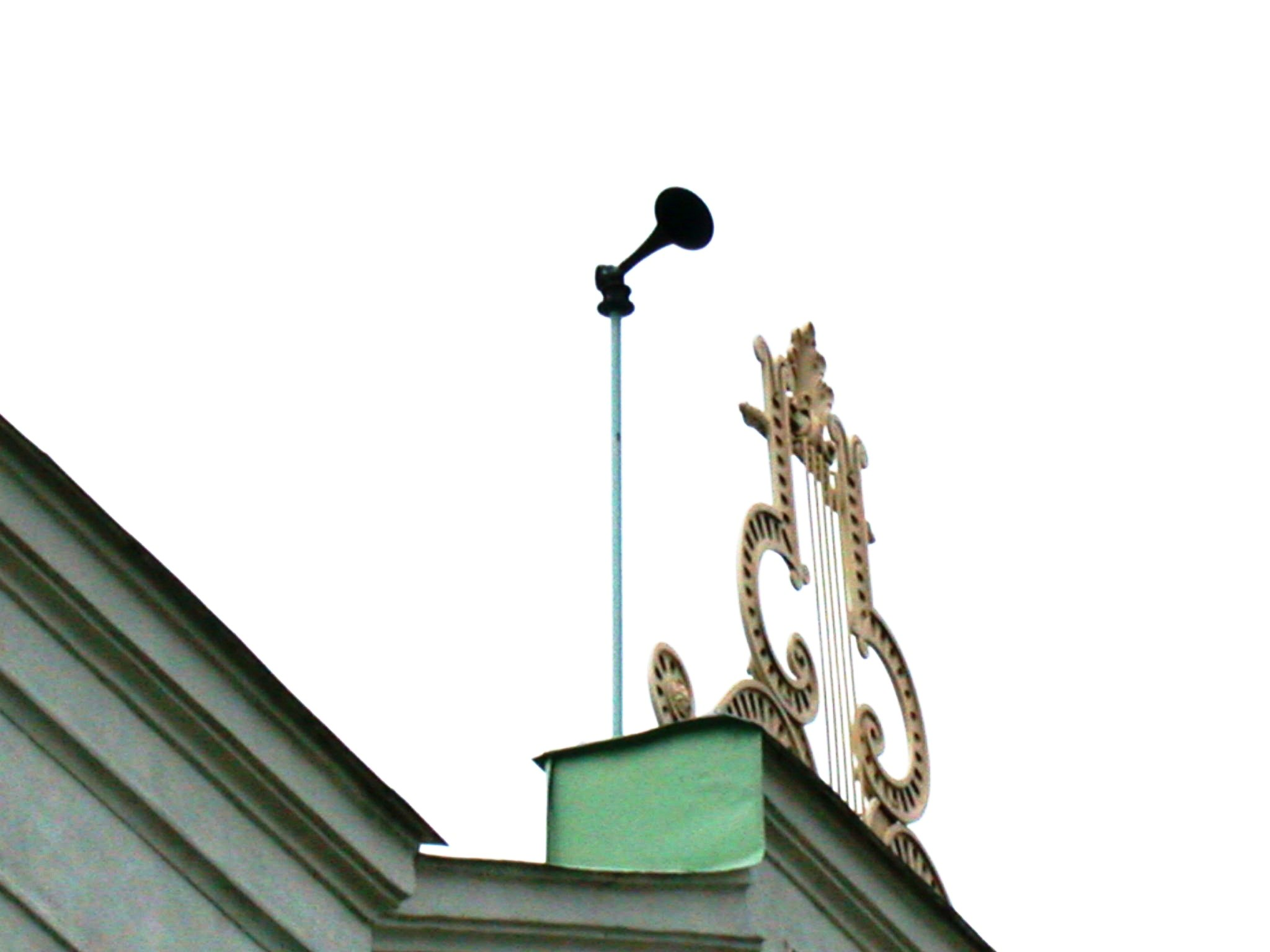
Svensk tyfon för VMA, placerad på taket till Kalmar stadsteater vid Larmtorget

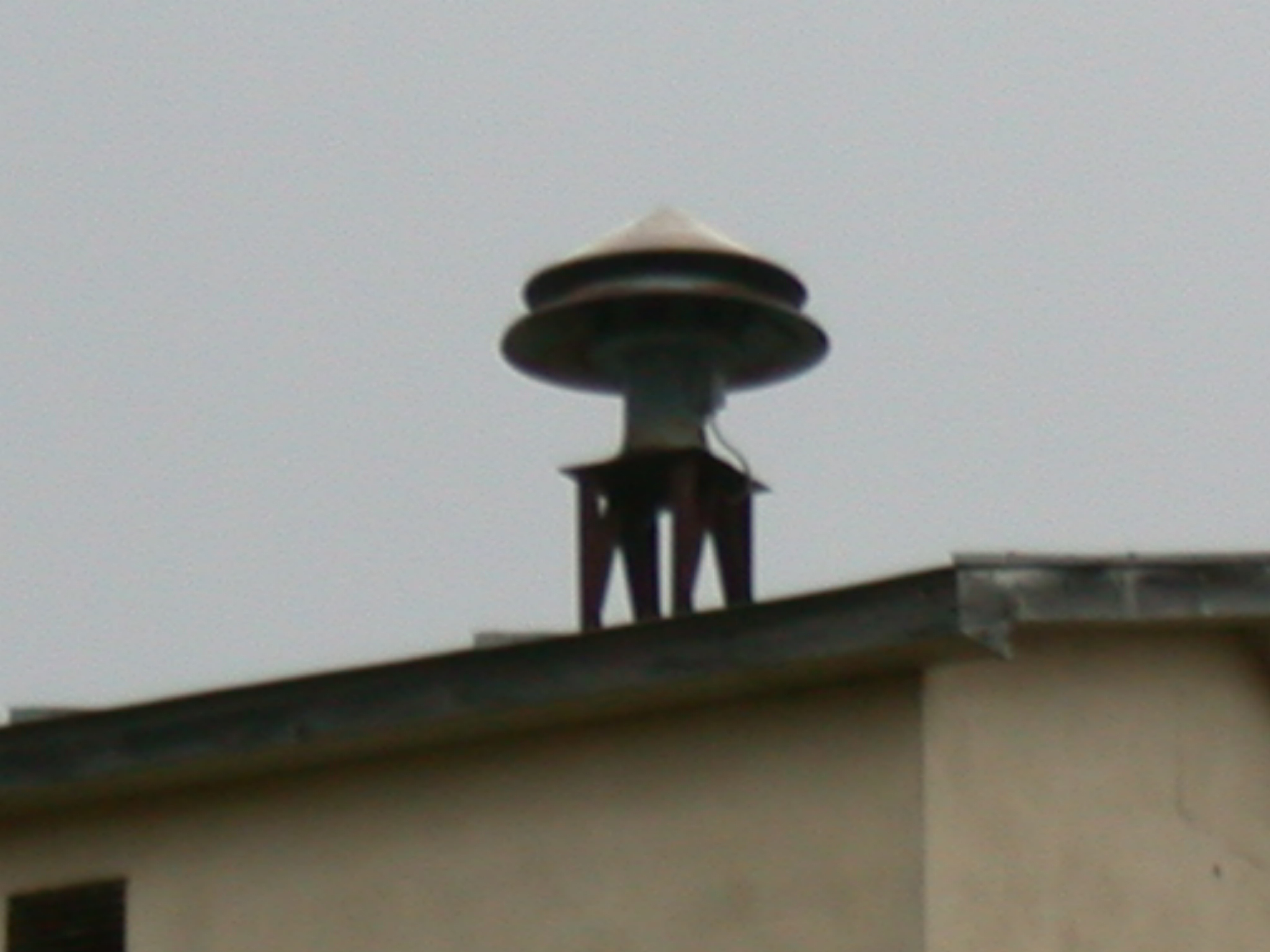
Svensk starktonssiren för VMA, placerad på Kårböle brandstation

Viktigt meddelande till allmänheten (VMA) är Sveriges statliga varnings- och informationssystem vid händelse av kris sedan 1931. VMA utgörs dels av ett utomhuslarm i form av en tutande tyfon, populärt kallat ”Hesa Fredrik” (även flyglarmet, krigslarmet och så vidare), dels av meddelanden i radio och TV (Sveriges Radios och SVT:s kanaler samt SVT Text).
Signalen kan avgränsas geografiskt till just det område där faran finns. Signalen kan användas för att varna för akuta hotsituationer som krig, allvarliga bränder, gasutsläpp, akuta hot mot vattenförsörjning, med mera. Vanligen används larmanordningarna i både krig och fred. Förutom varningsmeddelandet kan det även gå ut ett informationsmeddelande i förebyggande syfte.
När larmet går hänvisas allmänhet till Sveriges Radio P4, krisinformation.se och informationsnumret 113 13 för information.

## Historik
Den första större luftförsvarsövningen i landet skedde i Stockholm, söndagen den 30 augusti 1931. Dagens nyheter inleder sin artikel om övningen med "Kl. 2 på söndagsmiddagen lät 'Hesa Fredrik' höra sig på generalstabsbyggnaden vid Östermalmsgatan." Detta var dock inte första gången som stockholmarna hörde luftförsvarssirenerna. Redan den 27 mars hade en siren felaktig börjat ljuda från Södra Latins tak. Just denna varningssiren hade monterats på skolans tak tre år tidigare av luftförsvaret, det vill säga 1928, och hade enligt texten också ljudit under en landstormsövning sommaren 1930. Göteborgs första större luftförsvarsövning skedde den 26 augusti 1937 och även då användes luftförsvarssirener. SF:s journalfilm Veckorevyn som berättar om händelsen inleds med bilden av en man vid ett signalhorn och man hör en kraftig varningssignal som ljuder samtidigt som Nils Jerring förtäljer att: "Sirenerna tjuter över Göteborg. Fientligt flyg är i annalkande".

### Etymologi

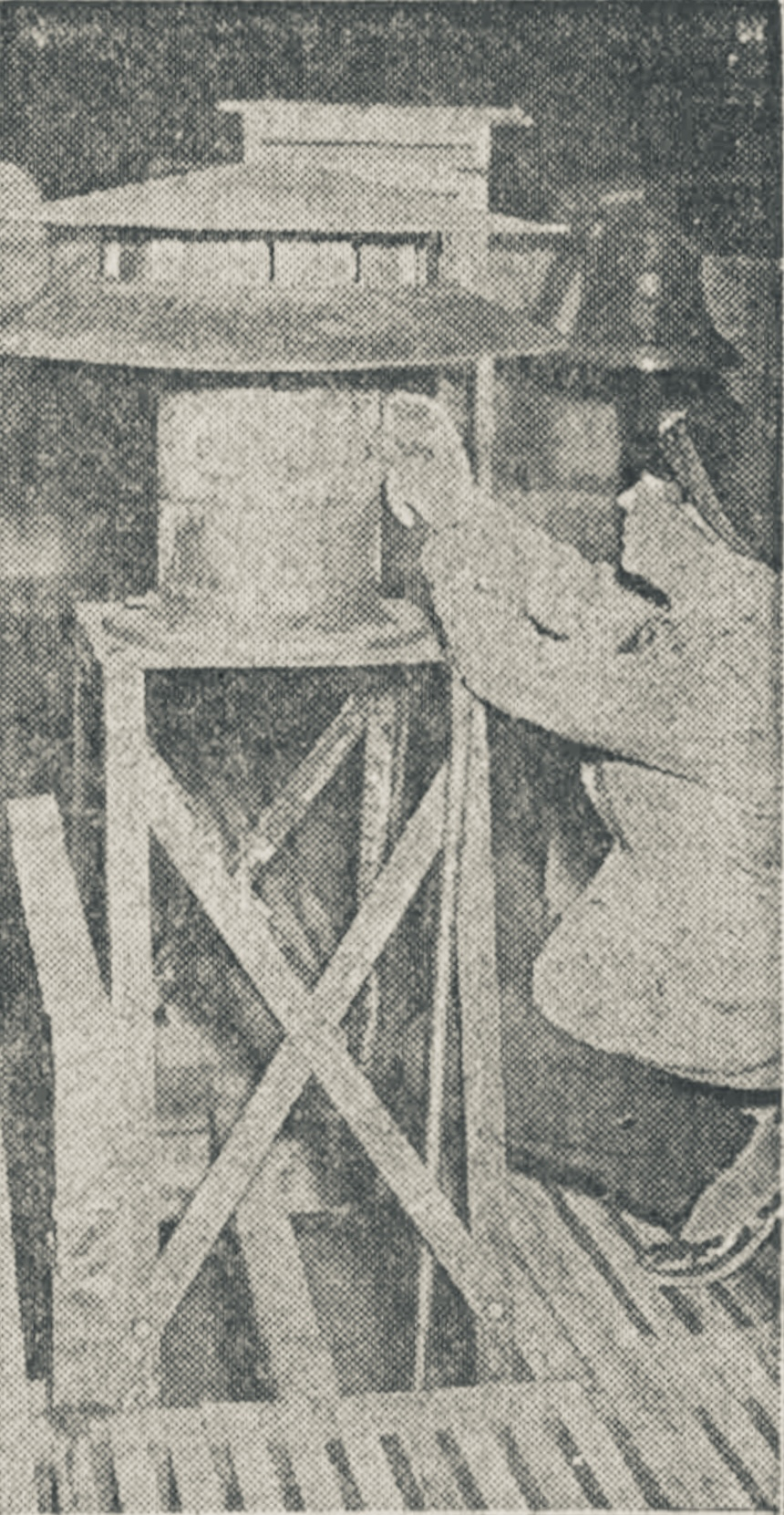
Vaktmästare Karlsson försöker få tyst på luftskyddssirenen uppe på Södra Latins tak, den 26 mars 1931.

Var smeknamnet Hesa Fredrik kommer ifrån är oklart. En upprepad förklaring säger att det myntades av Dagens Nyheters krönikör Oscar Fredrik Rydqvist, när larmet testades första gången 1931. Bakgrunden sägs vara att han själv var lika hes som larmets ljud vid testtillfället.
Första gången namnet dyker upp i svensk media är just i Dagens Nyheter, men redan den 27 mars 1931 då uttrycket använts av en vaktmästare Karlsson på Södra Latin, i samband med ett tekniskt fel på en siren dagen innan. Lätet från denna siren beskrevs som ett dånande sus och surr. När sedan den stora luftförsvarsövningen skedde den 30 augusti 1931 användes smeknamnet utan vidare förklaring i Dagens Nyheter, och i Svenska Dagbladet den 2 september 1931 skriver pseudonymen Mr Gay i sin återkommande krönika: "Varje morgon under de senaste dagarna ha stockholmarna väckts av de luftförsvarets bölande sirener, vilka av folkhumorn ha fått namnet Hesa Fredrik." Även den göteborgska tidningen Göteborgs Handels- och sjöfartstidning använde uttrycket Hesa Fredrik i en text från samma dag. Smeknamnet för sirenen var alltså etablerat i dagstidningarna vid denna tid. Ingenstans i dessa texter förekommer Oscar Rydqvist, alias Åbergsson. Däremot omskrivs han som Hesa Fredrik i en replik i Dagens Nyheter den 7 november 1933. Vilket smeknamn/öknamn som kom först är svårt att utröna.
Karl Gerhard hade med smeknamnet i sin revy Gullregn från 1940, då han i kupletten "Den ökända hästen från Troja" nämner den:

Vårt gamla lejon blev fort pensionerat
när “Hesa Fredrik” för första gången tjöt.
Av Bagge blev det till får ondulerat,
det av Rütger fick essen, stackars nöt.

### Felaktiga VMA
Den 9 juli 2017 utgick signalen Viktigt meddelande av misstag på ljudanläggningar över Stockholm. Signalen följdes inte av ett faktiskt meddelande och avslutades inte med ett faran över-ljudning.
Den 11 januari 2022 varnades invånare i Säffle felaktigt för obefintligt utsläpp av svaveldioxid. Meddelandet syntes på SVT:s webbplats, text-tv, Krisinformation.se, samt Sms.

## Lagstiftning
Inom EU måste det finnas system för att varna allmänheten enligt EU-direktiv 82/501/EEG, som utfärdades efter Sevesokatastrofen i Italien 1976.
Sedan den 1 januari 2024 finns en ny lag om VMA (2023:407).

## Funktion
Om man hör varningssignalen vid någon annan tidpunkt än de angivna provtillfällena skall man bege sig inomhus, stänga dörrar, fönster och ventilation och lyssna på Sveriges Radio P4 för mer information. När faran upphört ska signalen faran över sändas, en 30 sekunder lång, sammanhängande signal.
Det pågår för närvarande ett byte till larmanordningar med så kallade elektroakustisk teknik vilket utöver de klassiska signalerna kommer medge talade meddelanden. De larmanordningar som ersätts är tyfoner som drivs med tryckluft, till skillnad från de flesta andra länder som huvudsakligen har motorsirener. Man valde tyfoner för att de även skall fungera vid strömavbrott. Alla orter med fler än 1 000 invånare har utvändiga ljudsändare med alternativ energikälla som fungerar även vid strömavbrott. Totalt finns det cirka 4500 stycken ljudsändare i Sverige som har som syfte att sprida ett VMA, beredskapslarm samt flyglarm. De två sistnämnda ljuder endast vid krigssituation. Vid kärnkraftverk sitter tyfonerna betydligt tätare än i andra delar av landet.
Sedan 2002 ingår dessutom en stor del av de privata lokalradiofrekvenserna (allmänt kallat "reklamradion") i VMA-systemet. Sveriges Radio har fått mandat av Radioutgivareföreningen och Myndigheten för samhällsskydd och beredskap (MSB) att sköta systemet, vilket innebär att de privata frekvensernas program bryts automatiskt när Sveriges Radios nationella trafikredaktion går ut med ett VMA-meddelande. Systemet testades första gången den 2 december 2002 och är menat att testas en gång per kvartal.
Tekniskt sett fungerar systemet genom att en särskild utrustning står vid respektive privatsändare, med lokal frekvens för Sveriges Radios P4 inprogrammerat. När larmet går kopplas ordinarie program från och SR P4 går in. När varningsmeddelandet har sänts, kopplar systemet tillbaka till ordinarie program.
För information om aktuella meddelanden hänvisar MSB till www.krisinformation.se. Krisinformation har även gjort en app där information från Krisinformation.se, SMHI och Trafikverket visas.

## Viktigt meddelande via SMS
2015 fick SOS Alarm möjligheten att skicka ut VMA via SMS till alla som var skrivna på en adress inom ett berört VMA-område. I juli 2017 fick SOS Alarm även möjlighet att skicka ut VMA-SMS till alla mobiltelefoner som finns inom det berörda området. Detta har gjort att VMA-meddelandet har kunnat bli mer riktat då man nu enklare kan nå ut till alla som befinner sig i ett farligt område. Det finns även möjlighet att få ett VMA-talmeddelande via fast telefoni.

## Cell Broadcast teknik
Regeringen har gett MSB i uppdrag att införa Cell Broadcast, en teknik för att skicka varningsmeddelanden till mobiltelefoner. Tekniken ska användas som ett komplement till de befintliga informationskanalerna för sändning av VMA. MSB har tidigare föreslagit tekniken, som redan används i flera EU-länder, och ska redovisa uppdraget senast den 30 januari 2026. MSB samarbetar med Post- och telestyrelsen och SOS Alarm för att förbereda införandet.

## Begäran om Viktigt meddelande
Behöriga att begära att ett varningsmeddelande ska sändas är:
- Räddningsledare för kommunal räddningstjänst.
- Räddningsledare för statlig räddningstjänst.
- Polismyndighet.
- Smittskyddsläkare.
- SOS Alarm.
- Anläggning med farlig verksamhet, enligt lagen om skydd mot olyckor.

## Provning
Signalen Viktigt meddelande testas fyra gånger per år, första helgfria måndagen i mars, juni, september och december, klockan 15.00. Information ges i Sveriges Radios samtliga radiokanaler strax före detta klockslag och när provet är avslutat.
En sju sekunder lång ton ljuder och följs av en 14 sekunders paus, sedan ny ton, ny paus och så vidare under två minuter. Efter en längre paus (cirka 90 sekunder) hörs sedan den 30 sekunder långa "faran över"-signalen.
Provtillfällena initieras från den lokala räddningstjänsten som kan fjärrstyra utrustningen från brandstationen men även från skyddade beredskapsanläggningar.

### Tysta test
Signalen testas även rutinmässigt veckovis av SOS Alarm med så kallade "tysta test" som inte är avsedda att uppfattas av allmänheten.

## Typer av signaler
Enligt Myndigheten för samhällsskydd och beredskaps föreskrifter är kommuner skyldiga att kunna utlösa signalerna beredskapslarm, flyglarm, viktigt meddelande till allmänheten och faran över från de varningsanläggningar som kommunen förfogar över. Länsstyrelserna har dock mandat att medge undantag från kommuners skyldigheter på detta område.

### Beredskapslarm
Beredskapslarm tillämpas när det är fara för krig och består av en ljudsignal i 30 sekunder med 15 sekunders uppehåll.
När man hör larmet skall man:
- Lyssna på radio.
- Ordna så att man snabbt kan lämna bostaden.
- Undvika att använda telefon timmarna efter larmet.
- Ta reda på var det finns skyddsrum och hjälpa till att göra i ordning det.

TV, Text-TV och tidningar ger också information. Den som är krigsplacerad ska snabbt åka till den plats som står i krigsplaceringsordern.

### Flyglarm
Flyglarm tillämpas när myndigheterna bedömer att landet kommer att attackeras från luften, till exempel av flygplan. Flyglarmet består av korta tonstötar under en minut. När man hör larmet skall man genast uppsöka skyddsrum. Denna signalering användes vid det regelbundna testandet av larmsystemet fram till 1986.

### Viktigt Meddelande till Allmänheten, VMA
VMA-signalen tillämpas vid faror som gasutsläpp, giftig brandrök et cetera. Den består av sju sekunder långa signaler med fjorton sekunders tystnad emellan. Det är också den signal som testas en gång i kvartalet, följd av ”faran över”. När man hör den någon annan gång än vid testtillfällena ska man gå inomhus, stänga dörrar, fönster och ventilation, och lyssna på SR P4 för information om vad som har inträffat. Det är denna signal som sedan 1986 används som testsignal och är känd som "Hesa Fredrik".

### Faran över
För alla signaler gäller att när faran upphört ska signalen faran över sändas, en 30 sekunder lång, sammanhängande signal.

## Varningsmottagare
Inom en radie på 12–15 km runt kärnenergianläggningar, av Statens Strålskyddsinstitut hotklassat nivå I och II, distribueras av MSB radioapparater med RDS-stöd för mottagande av VMA på Sveriges Radio P4 liknande tekniken ovan. Dessa mottagare ersatte den gamla telefonvarningen som gick ut inom kärnkraftsanläggningens närområde, eftersom Telia bytte ut sin teleinfrastruktur till AXE-växlar. Mottagarna tillverkas av det tyska företaget 2WCom.